# Kanton Kaldern
Der Kanton Kaldern war eine von 1807 bis 1814 bestehende Verwaltungseinheit im Distrikt Marburg des Departement der Werra im napoleonischen Königreich Westphalen. Sitz der Kantonalverwaltung war das gleichnamige Kaldern. Der Kanton umfasste 20 Dörfer und Weiler. Er hatte 3313 Einwohner und eine Fläche von 1,5 Quadratmeilen.
Die verwalteten Ortschaften waren
- Kaldern
- Neuhof
- Kernbach mit Bruckerhof
- Werda
- Weitershausen mit Nesselbrunn und Niedernhof
- Dilschhausen
- Ellnhausen mit Dagobertshausen und Wehrshausen
- Michelbach mit Görzhausen
- Hademshausen mit Weiershausen und Hermershausen
- Kölbe
- Goßfelden mit Sarnau